# Васильева, Любовь Юрьевна
Любовь Юрьевна Васильева (род. 24 мая 1967, Волгоград) — российская лыжница, четырёхкратная паралимпийская чемпионка (2006 Турин — три золота и бронза, 2010 Ванкувер — одно золото, три серебра и одна бронза). Заслуженный мастер спорта России. Выпускница института физической культуры ТюмГУ (2013).

## Результаты
Зимние Паралимпийские игры в Турине (2006):
- Золото в эстафете 3х2,5 км с результатом 23:31,4 (Полякова Ирина, Ильюченко Татьяна, Любовь Васильева)
- Золото в индивидуальной лыжной гонке на 15 км. с результатом 52:52,9[1].
- Золото в индивидуальной лыжной гонке на 10 км. с результатом 32:40,6[1].
- Бронза в индивидуальной лыжной гонке на 5 км. с результатом 15:13,5[1].

Зимние Паралимпийские игры в Ванкувере (2010):
- Золото в лыжной эстафете 3х2,5 км с результатом 20.23,2 (Мария Иовлева, Михалина Лысова, Любовь Васильева)[2].
- Серебро в индивидуальной лыжной гонке на 15 км. с результатом 48:34,1
- Бронза в лыжном спринте на 1 км.
- Серебро в биатлонном пасьюте с результатом 13.23,4.[3].
- Серебро в биатлоне, индивидуальная гонка на 12,5 км. с результатом 46:59,4

## Награды
- Орден Почёта (26 марта 2010) — за большой вклад в развитие физической культуры и спорта, высокие спортивные достижения на X Паралимпийских зимних играх 2010 года в городе Ванкувере (Канада).[4]